# Aeroporto di Lilongwe-Kamuzu
Laeroporto Internazionale di Kamuzu (in inglese Kamuzu International Airport) è lo scalo aereo internazionale che serve la capitale malawiana Lilongwe. È situato a 28 km a nord del centro della città.

## Storia
L'aeroporto fu costruito nel 1977 per rimpiazzare il vecchio aeroporto, situato a 6 km ad ovest di Lilongwe.